# Charles J. Precourt
Charles Joseph Precourt (* 29. Juni 1955 in Waltham, Bundesstaat Massachusetts, USA) ist ein ehemaliger US-amerikanischer Astronaut. 
Precourt erhielt 1977 einen Bachelor in Raumfahrttechnik von der United States Air Force Academy und 1988 einen Master in Wirtschaftsingenieurwesen von der Golden Gate University. 1990 erhielt er einen Master in Nationalen Sicherheitsangelegenheiten und strategischen Studien vom United States Naval War College.
1978 machte Precourt bei der US Air Force seinen Pilotenschein. Anschließend war er als Pilotenausbilder tätig. Von 1982 bis 1984 war er als F-15-Kampfpilot in Deutschland (Bitburg) stationiert. 1985 absolvierte er die Ausbildung zum Testpiloten und flog als solcher bis 1989 die verschiedensten Flugzeugtypen. Am 31. März 2000 schied Precourt aus der Air Force aus.

## Astronautentätigkeit
Im Januar 1990 wurde Precourt von der NASA als Astronautenanwärter ausgewählt. Er war in der Entwicklungsabteilung des Astronautenbüros beschäftigt und er war Verbindungssprecher (CAPCOM) für verschiedene Space-Shuttle-Missionen. Von Oktober 1995 bis April 1996 war er als Director of Operations für die NASA am Juri-Gagarin-Kosmonautentrainingszentrum in Swjosdny Gorodok in Russland zuständig für das Shuttle-Mir-Programm. Von Mai 1996 bis September 1998 war er technischer Assistenzdirektor am Johnson Space Center. Von Oktober 1998 bis November 2002 war er Leiter des Astronautenbüros. Seit November 2002 war er stellvertretender Manager für das ISS-Programm am Johnson Space Center.

### STS-55
Precourts erster Flug führte ihn als Missionsspezialist mit der Raumfähre Columbia ins All. Der Flug ist in Deutschland als zweite deutsche Spacelab-Mission „D-2“ bekannt. Der zehntägige Flug musste wegen verschiedener technischer Probleme mehrmals verschoben werden und konnte erst am 26. April 1993 beginnen. Bei der Mission wurde das erste Mal eine IMAX-Kamera mitgeführt. Mit an Bord befanden sich mit Ulrich Walter und Hans Schlegel zwei deutsche Astronauten.

### STS-71
Am 27. Juni 1995 flog Precourt als Pilot der Atlantis zur 100. Mission eines bemannten Raumfahrzeugs der USA. Hauptaufgaben war die erste Kopplung während des dritten Fluges innerhalb des Shuttle-Mir-Programms zwischen der Raumfähre Atlantis und der Raumstation Mir. Außerdem wurden im Spacelab-Modul verschiedene medizinische Experimente zur Erforschung der Auswirkung der Schwerelosigkeit auf das Gefäßsystem, Knochen und die Lunge des Menschen durchgeführt.

### STS-84
Am 15. Mai 1997 flog Precourt als Kommandant der Atlantis erneut zur Raumstation Mir. Es war die sechste Kopplungsmission im Rahmen des Shuttle-Mir-Programms. Nach dem Docken wurden mehrere Tonnen an Ausrüstung und Experimenten in die russische Raumstation gebracht. Außerdem wurde ein Mannschaftswechsel vorgenommen. Astronaut Jerry Linenger wurde nach vier Monaten abgelöst und kehrte mit dem Shuttle zur Erde zurück. Seinen Platz nahm Michael Foale ein. Nach neun Tagen ging die Mission STS-84 am 24. Mai zu Ende.

### STS-91
Am 2. Juni 1998 startete Precourt als Kommandant der Raumfähre Discovery zu seinem letzten Flug ins All. Es war das neunte und letzte Andockmanöver eines Shuttles an der russischen Raumstation Mir und markierte den Abschluss einer erfolgreichen Zusammenarbeit. Start und Landung erfolgten am Kennedy Space Center.

## Nach der NASA
Nach seinem Ausscheiden bei der NASA im März 2005 ging Precourt zur Firma ATK Thiokol.

## Privates
Charles Precourt ist verheiratet und hat drei Kinder. In seiner Freizeit fliegt er ein VariEze-Flugzeug.